# Elezioni parlamentari in Jugoslavia del 1963
Le elezioni parlamentari in Jugoslavia del 1963 si tennero a giugno. Furono le prime elezioni sotto la Costituzione del 1963, che aveva dato origine ad un Parlamento composto da cinque camere. Di queste, solo il Consiglio Federale di Jugoslavia, composto da 120 deputati, era eletto direttamente, e le elezioni si tennero il 16 giugno. Le altre quattro camere (il Consiglio Economico, il Consiglio Educativo-Culturale, il Consiglio Sociale e della Sanità ed il Consiglio Organizzativo-Politico) furono eletti tra il 3 e il 16 giugno dalle persone impiegate o specializzate nell'ambito di competenza di ciascuna camera.